# Batflat
Batflat – dostępny w wersji darmowej, oraz do użytku komercyjnego, system zarządzania treścią (CMS) napisany w języku PHP. Do składowania danych wykorzystuje bazę danych SQLite, która nie wymaga dodatkowej konfiguracji. System może być zainstalowany na każdym serwerze WWW obsługującym język PHP w wersji co najmniej 5.5. Jego głównym atutem jest brak dodatkowej instalacji – wystarczy wgrać pliki na serwer FTP i uruchomić stronę w przeglądarce.

## Cechy
Batflat ma budowę modułową. Każdy moduł aplikacji jest odseparowany od siebie i może działać w sposób niezależny. Domyślnie dostępne w systemie moduły to:
- Dashboard – ekran startowy systemu,
- Blog – zarządzanie wpisami,
- Pages – zarządzanie podstronami,
- Navigation – zarządzanie menu,
- Galleries – galeria zdjęć,
- LangSwitcher – przełączenie języku na stronie oraz automatyczne wykrywanie języka odwiedzającego,
- Snippets – zarządzanie skrawkami,
- Modules – zarządzanie modułami Batflata,
- Users – zarządzanie użytkownikami i ich dostępem do poszczególnych modułów,
- Settings – ustawienia generalne,
- Contact – obsługa formularza kontaktowego na stronie internetowej.

Większość plików CSS i JS jest domyślnie skompresowana, aby móc załadować stronę szybciej. System wykorzystuje frontendowy framework CSS – Bootstrap, dzięki czemu można go obsługiwać na komputerze, tablecie oraz telefonie. Standardowo posiada prosty mechanizm prezentacji strony w wielu językach – domyślnie polski oraz angielski. Jest możliwość dodania samodzielnie języka w panelu administracyjnym i przetłumaczenie poszczególnych wyrażeń na inny język. Każdej podstronie można nadać indywidualny tytuł, opis oraz nazwę w adresie URL, dzięki czemu strona jest przyjazna wyszukiwarkom (SEO).

## Wymagania
Wymagania systemowe dla Batflata są skromne. Powinien je spełnić każdy nowoczesny serwer WWW:
- Apache 2.2+ z mod_rewrite
- PHP w wersji 5.5+
- Dostęp do SQLite

Konfiguracja PHP musi posiadać następujące rozszerzenia:
- dom
- gd
- mbstring
- pdo
- zip
- cURL

## Instalacja
Batflat nie posiada kreatora instalacji. System można pobrać ze strony projektu, skompresowany w archiwum ZIP, rozpakować na dysku i następnie wgrać na serwer WWW. Po uruchomieniu w przeglądarce Batflat automatycznie konfiguruje domyślne ustawienia. Konfigurację i treść można zmienić w Panelu Administracyjnym przechodząc pod adres http://domena.pl/admin

## Kod
System został napisany wykorzystując elementy programowania obiektowego. Posiada budowę modułową co daje mu możliwość rozszerzenia go o dodatkowe funkcjonalności. Dla programistów dostępna jest dokumentacja w języku polskim oraz angielskim.

## Baza danych
Wszystkie dane składowane są w plikowej bazie danych SQLite. Nie wymaga ona dodatkowej konfiguracji jak w przypadku MySQL. Dostęp do niej jest zabezpieczony plikami konfiguracyjnymi Apache .htaccess, przez co nieuprawnieni nie mają do niej dostępu.

## Licencja
Batflat nie jest oprogramowaniem licencjonowanym na ogólnie dostępnych licencjach. System można pobrać i użytkować za darmo, ale należy zachować przy tym postanowienia licencji, które ogólnie mówią o:
- Dozwolonym użytku darmowym w przypadku, gdy:
  - Tworzymy stronę dla siebie,
  - Zachowana zostaje oryginalna stopka "Powered by Batflat.",
  - Zachowany zostaje w stanie niezmienionym panel administracyjny.
- Użytku komercyjnym, gdy:
  - Tworzymy stronę dla klienta (uzyskujemy w tym celu korzyść majątkową),
  - Chcemy usunąć informację o skrypcie w stopce strony,
  - Chcemy zmodernizować panel administracyjny do swoich potrzeb.

W przypadku drugiej opcji należy uiścić opłatę licencyjną przypisaną do domeny, w której Batflat będzie wykorzystywany. Dodatkowo twórcy oferują miesięczne wsparcie techniczne oraz dodatkowe moduły.